# Heuchler
Albums de Megaherz
5
(2004) Loblieder
(2010)
Heuchler (mot allemand signifiant Hypocrite) est le sixième album du groupe de metal industriel allemand Megaherz, sorti en 2008. C'est le premier album avec Alexander "Lex" Wohnhaas comme chanteur principal.

## Liste des pistes
1. Heuchler - 4:59
2. Das Tier - 4:36
3. Ebenbild - 5:10
4. Mann von Welt - 4:24
5. Fauler Zauber (feat. Kirsten Zahn) - 4:24
6. Mein Gral - 3:56
7. L'Aventure - 5:01
8. Schau in mein Herz - 4:26
9. Kaltes Grab - 6:21
10. Alles nur Lüge (feat. Kirsten Zahn) - 4:36
11. Morgenrot (Instrumental) - 4:09
12. Das Tier (Orchestral Version) *
13. Das Tier (Orchestra-Only Version) *

* Uniquement sur la Limited Edition